# Кафедра энтомологии МГУ
Кафедра энтомологии МГУ им. Ломоносова это ведущий и старейший в России центр подготовки высококвалифицированных специалистов для работы во всех областях энтомологии, арахнологии и акарологии. Основана в 1925 году.

## Общие сведения
Кафедра энтомологии входит в состав Зоолого-ботанического отделения биологического факультета МГУ им. Ломоносова (Москва).
Кафедра основана в 1925 году по инициативе профессора Николая Михайловича Кулагина.
В годы Великой Отечественной войны 1941—1945 гг часть сотрудников кафедры вместе с коллективом факультета были эвакуированы сначала в Ашхабад, а затем в Свердловск (Екатеринбург).
На кафедре в разные годы работали или работают известные энтомологи: А. А. Захваткин, Э. Г. Беккер, Г. А. Викторов, Г. А. Мазохин-Поршняков, Ю. А. Елизаров, Д. П. Жужиков, В. Б. Чернышев, Н. А. Тамарина, Г. Н. Горностаев, С. Ю. Чайка.
Программа обучения включает 13 теоретических курсов и 7 практикумов. Практический опыт работы студенты приобретают во время занятий на практикумах по морфологии, систематике (так называемый «Большой практикум»), физиологии, прикладным дисциплинам и во время двух летних практик, которые проводятся преимущественно на биологических станциях МГУ, в заповедниках или в научно-исследовательских институтах. Выпускники кафедры получают специальность «зоология». Имеется аспирантура.

## Кафедральные лаборатории
- Лаборатория общей и медицинской энтомологии
- Лаборатория сельскохозяйственной энтомологии
- Лаборатория коннектомики и функциональной нейроморфологии насекомых

## Лекционные курсы
На кафедре читаются следующие лекционные курсы:
- Общая энтомология
- Экология насекомых
- Физиология насекомых
- Основы таксономии
- Акарология
- Медицинская энтомология
- Лесная энтомология
- Сельскохозяйственная энтомология
- Техническая энтомология
- Палеоэнтомология
- Эндокринология насекомых
- Гистология насекомых
- Биофизика органов чувств насекомых
- и другие.

## Лауреаты Государственной (Сталинской) премии СССР
Среди сотрудников кафедры Лауреатами Государственной (Сталинской) премии СССР являются:
- А. А. Захваткин и З. С. Родионов (1941, за цикл работ по хлебным клещам)
- А. А. Захваткин (1951, за создание монографии «Сравнительная эмбриология низших беспозвоночных»)
- Е. М. Буланова-Захваткина и А. Д. Никитина (Петрова) (1980, за участие в создании трехтомного «Определителя обитающих в почве клещей»)
- Г. А. Мазохин-Поршняков, Р. Д. Жантиев и Ю. А. Елизаров (1987, за цикл работ по физиологии насекомых)

## Заведующие кафедрой
- в 1925-1940 — Николай Михайлович Кулагин, доктор биологических наук, профессор, основатель и первый заведующий кафедры
- в 1940-1972 — Евгений Сергеевич Смирнов, доктор биологических наук, профессор
- в 1972-1990 — Георгий Александрович Мазохин-Поршняков (2.II.1924 — 15.III.1998), доктор биологических наук, профессор
- в 1990-2014 — Рустем Девлетович Жантиев, доктор биологических наук, профессор, лауреат Государственной премии СССР (1987)
- с 2014 — н. вр. — Алексей Алексеевич Полилов, доктор биологических наук, профессор РАН, член-корреспондент РАН (2022), лауреат премии Президента Российской Федерации в области науки и инноваций для молодых ученых.

## Сотрудники кафедры
Кафедральный коллектив насчитывает 6 профессоров и преподавателей, 18 научных сотрудников и 7 сотрудников вспомогательного состава (данные на 2005 год).
доктора наук:
- Чернышёв, Владимир Борисович, Заслуженный профессор Московского университета
- Тамарина, Нина Александровна — доктор биологических наук (1970), профессор (1976), заслуженный деятель науки Российской Федерации (1997), первая женщина-энтомолог Московского университета, удостоенная степени доктора наук и ученого звания профессор.

## Контакты
Кафедра расположена по адресу: Москва, Воробьевы горы, д. 1, стр. 12.